# جامپ فستا
جامپ فستا (به ژاپنی: ジ ャ ン プ フ ェ ス タ، هپبورن: Janpu Fesuta) یک جشنواره یا نمایشگاه سالانه در ژاپن است، همه چیز در مورد مانگا و انیمه، با حمایت مالی شوئیشا، ناشر مجموعه‌های مختلف جامپ (هفته نامه شونن جامپ جامپ اسکوئر، وی جامپ، سایکیو جامپ، شونن جامپ+) برگزار می‌شود. این نمایشگاه در سال ۱۹۹۹ آغاز شد و هر سال با شرکت بیش از ۱۰۰٬۰۰۰ نفر در دسامبر به مدت دو روز برگزار می‌شود. در این رویداد مانگا، انیمه، فیلم، بازی، اکشن فیگور و کالاهای جدید نشان داده می‌شوند. مانگاکا‌ها از مجموعه‌های پرطرفدار فعلی و قبلی جامپ اغلب در دسترس هستند و بسیاری از آنها دارای صفحه‌هایی هستند که به سوالات پاسخ می‌دهند. نماد جشنواره کایزو-کون (KAIZO ん) نام دارد و توسط آکیرا توریاما طراحی شده‌است.
اگرچه تمرکز این رویداد دربارهٔ مجموعه شوئیشا جامپ است، طراحان بازی مانند باندای نامکو، کپ کام و اسکوئر انیکس در این مراسم شرکت کرده و بازی‌ها و تریلرهای ابتدایی، تصاویر گیم پلی و دموی بازی‌های جدید را نشان می‌دهند.